# Kurt Lasch

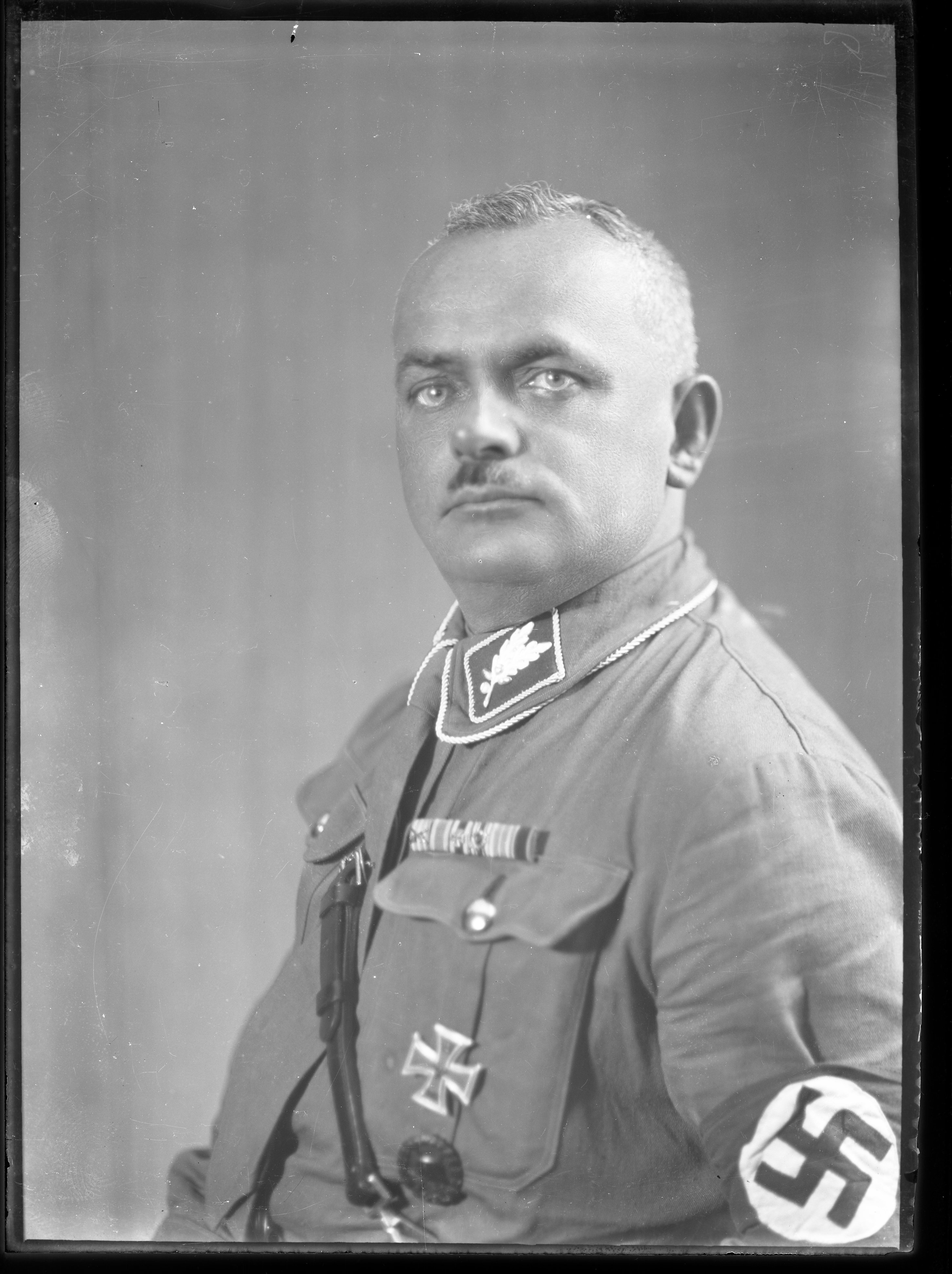
Kurt Lasch

Kurt Arno Lasch (* 29. März 1886 in Reichenbrand; † 1. November 1977 in Lohr am Main) war ein deutscher Politiker (NSDAP) und SA-Führer. 

## Leben
Lasch, als Sohn einer evangelischen Familie geboren, absolvierte ab 1900 eine Lehre als Maschinenbauer und besuchte zugleich eine Handwerkerschule und die Technischen Staatslehranstalten in Chemnitz. Im Oktober 1905 in das Heer eingetreten, nahm Lasch am Ersten Weltkrieg von 1914 bis 1918 als Angehöriger des Infanterie-Regiments 181, des Reserve-Infanterie-Regiments 104 und des Infanterie-Regiments 474 teil. Nach Kriegsende wurde Lasch im Rang eines Leutnants der Landwehr entlassen und war von November 1919 bis Juni 1930 bei der Reichsfinanzverwaltung tätig, zuletzt als Obersteuerinspektor in Chemnitz.
Am 1. September 1925 gründete Lasch die SA in Chemnitz und wurde zu ihrem dortigen Führer. Der NSDAP trat er zum 30. September 1925 bei (Mitgliedsnummer 19.706). Von November 1929 bis 1933 war Lasch Stadtverordneter und Fraktionsführer der NSDAP im Stadtrat von Chemnitz. Im Juni 1930 wurde er bei der Reichsfinanzverwaltung beurlaubt und führte im Rang eines SA-Oberführers bis 1933 SA-Einheiten der Untergruppe Chemnitz. Im gleichen Monat wurde Lasch in den Sächsischen Landtag gewählt, dem er bis 1933 angehörte. Zum 1. Juli 1933 wurde er zum SA-Brigadeführer befördert.
Nach der Machtergreifung der Nationalsozialisten war Lasch von März bis September 1933 ehrenamtlicher Kommissar bei der Kreishauptmannschaft Chemnitz. Im November 1933 erhielt er ein Mandat im funktionslosen Reichstag. In der SA übernahm Lasch, im Dezember 1933 zum SA-Gruppenführer befördert, die Führung der SA-Gruppe Thüringen. Im Oktober 1933 wurde er zum thüringischen Staatsrat ernannt und gehörte damit der Landesregierung unter Ministerpräsident Willy Marschler an.
Lasch wurde am 30. Juni 1934 während der „Röhm-Affäre“, in deren Verlauf Hitler seine tatsächlichen und vermeintlichen Gegner in den Reihen der SA beseitigen ließ, von der SS in Weimar festgenommen, nach kurzer Haft in Berlin jedoch entlassen. Im August 1934 verlor er seine Funktion als thüringischer Staatsrat. Im Oktober 1934 übernahm Lasch in der Obersten SA-Führung (OSAF) die Leitung der Sozialabteilung. Von November 1934 bis Kriegsende gehörte er als ehrenamtlicher Richter und Beisitzer dem 5. Senat des Volksgerichtshofes an. Bei der Reichstagswahl 1938 war Lasch auf der Kandidatenliste vertreten, verlor jedoch seinen Sitz im Reichstag. Im September 1936 schied er bei der OSAF aus und wurde Ausbildungsleiter beim Reichsluftschutzbund in Ostpreußen. Im November 1940 wechselte Lasch zur Gruppe Rheinland des Luftschutzbundes und war dort im Rang eines Generalluftschutzführers Inspekteur des Selbstschutzes. In der SA wurde er im April 1943 zum Obergruppenführer und in der Reichsfinanzverwaltung bei fortdauernder Beurlaubung 1944 zum Regierungsrat befördert.
Nach Kriegsende wurde Lasch 1945 von amerikanischen Truppen gefangen genommen und bis Ende 1945 interniert. Bis Dezember 1948 war er Straßenbauhilfsarbeiter in Duisburg, danach krankheitsbedingt arbeitslos. Laschs Entnazifizierung zog sich bis April 1955 hin: Im Oktober 1949 stufte ihn der Haupt-Entnazifizierungsausschuss Duisburg in die Gruppe der „Mitläufer“ ein. Diese Entscheidung wurde, nachdem Lasch 1953 ins bayerische Lohr umgezogen war, von den dortigen Behörden nicht anerkannt. In einem erneuten Verfahren vor der Hauptkammer München wurde Lasch im April 1954 in die Gruppe der „Belasteten“ eingestuft und zu Sonderarbeiten verurteilt. Dieser Spruch wurde im April 1955 von der Hauptkammer München gemäß dem Gesetz zum Abschluss der politischen Befreiung in Bayern aufgehoben.